# Элиста (приток Наин-Шары)
Элиста (калм. Элст — песчаная) — река в Приютненском и Целинном районах Калмыкии, Ремонтненском районе Ростовской области. На небольшом участке в среднем течении река служит границей Калмыкии и Ростовской области, в нижнем границей Приютненского и Целинного районов Калмыкии. Устье реки находится в 78 км от устья Наин-Шары по правому берегу. Длина реки составляет 18 км, площадь водосборного бассейна — 105 км².

## Данные водного реестра
По данным государственного водного реестра России относится к Донскому бассейновому округу, водохозяйственный участок реки — Дон от впадения реки Северский Донец и до устья, без рек Сал и Маныч, речной подбассейн реки — бассейн притоков Дона ниже впадения Северского Донца. Речной бассейн реки — Дон (российская часть бассейна).
Код объекта в государственном водном реестре — 05010500912107000017670.

## Источник
- Атлас Республики Калмыкия, ФГУП «Северо-Кавказское аэрогеодезическое предприятие», Пятигорск, 2010 г., стр. 114, 115.